# Nicolae Ionescu
Nicolae Ionescu (1820-1905) fue un escritor, profesor y político rumano.

## Biografía
Nacido en 1820, estudió en el liceo nacional de Iași, junto con su hermano Ioan. En 1856, bajo la dirección de Mihail Kogălniceanu, colaboró en Steaua Dunării hasta la supresión de esta publicación periódica, cuando pasó a imprimirse en Bruselas. Trabajó como profesor de la escuela secundaria nacional de Iași durante mucho tiempo y formó parte de los órganos legislativos, tanto en la Cámara de Diputados como en el Senado, en numerosas ocasiones. Del 24 de julio de 1876 al 3 de abril de 1877 ocupó el cargo de ministro de Asuntos Exteriores en el gobierno de Ion C. Brătianu. Publicó Discursuri asupra epocei lui Matei Basarab şi Vasile Lupu (1868), Cuvîntări parlamentare (1879), Proclamarea regatului (1881), Despre împărăția româno-bulgară (1888) y Restaurarea monumentelor naţionale (1891). Falleció el 24 de enero de 1905.